# Сухінін Дмитро Ігорович
Дмитро Ігорович Сухінін (нар. 15 червня 1987, Харків, УРСР) — український волейболіст, догравальник, гравець волейбольного клубу «Дніпро». Колишній гравець збірної України, майстер спорту України. Брат Віталія Сухініна.

## Життєпис
Народився 6 червня 1987 року в Харкові. Брат — Віталій Сухінін.
Волейболом займається з 12 років. Перша тренерка — Любов Оренко.
Виступав за «Локомотив-2» (Харків), «Локомотив» (Харків), «Будівельник-Динамо-Буковина» (Чернівці, 2005—2008 роки[джерело?]), 2006—2007 — хмельницький «Новатор», з 2008 — за «Імпексагро Спорт Черкаси».
У сезоні 2015—2016 грав у складі дніпропетровського «Дніпра», у сезоні 2016—2017 — білоруського «Шахтаря» (Солігорськ), у сезоні 2017—2018 — чернігівського «Буревісника». У 2018—2020 роках грав за клуб «МХП-Вінниця» (смт Тростянець), у сезоні 2020—2021 — за СК «Епіцентр-Подоляни». У сезоні 2021—2022 знову захищає барви «Дніпра» з однойменного міста.
Грав за молодіжну і національну збірні України.

### Досягнення
- чемпіон України,
- володар Кубка України,
- срібний призер Кубка України (2008, «Імпексагро Спорт Черкаси»),
- чемпіон Білорусі,
- переможець вищої ліги, срібний і бронзовий призер другого дивізіону.

Європейська конфедерація волейболу (ЄКВ) підбила статистичні підсумки другого раунду (24 команди, 6 груп) відбору до волейбольного Євро-2015. Гравець «Фаворита» (Лубни) Дмитро Сухінін, дебютант збірної України, став лідером у номінації «Best Spiker» (Кращий нападаючий) — KILLING SPIKE («Смертельний» атакуючий удар) з найвищим відсотком атакуючих ударів — 71,15 % (52 атаки, 37 — результативних). На другому місці — Ален Паєнк (Словенія) — 69,57 % (46/32), на третьому Мустафа Коч (Туреччина) — 67,57 % (37/25), на четвертому — Андреас Таквам (Норвегія) — 66,38 % (116/77), на п'ятому — Микола Рудницький (Україна) — 63,01 % (73/46).